# Stenaelurillus termitophagus
Espèce
Synonymes
- Microheros termitophagus Wesołowska & Cumming, 1999

Stenaelurillus termitophagus est une espèce d'araignées aranéomorphes de la famille des Salticidae.

## Distribution
Cette espèce se rencontre en Afrique du Sud, au Mozambique, au Botswana et en Namibie.

## Description
La carapace des mâles mesure de 3,0 à 3,2 mm de long sur de 2,3 à 2,4 mm et l'abdomen de 3,0 à 3,3 mm de long sur de 1,9 à 2,3 mm et la carapace des femelles de 3,0 à 3,3 mm de long sur de 2,5 à 2,7 mm et l'abdomen de 4,0 à 4,6 mm de long sur de 3,0 à 3,7 mm.
Cette araignée est termitophage, elle se nourrit d'Odontotermes transvaalensis.

## Systématique et taxinomie
Cette espèce a été décrite sous le protonyme Microheros termitophagus par Wesołowska et Cumming en 1999. Elle est placée dans le genre Stenaelurillus par Logunov et Azarkina en 2018.

## Publication originale
- Wesołowska & Cumming, 1999 : « The first termitivorous jumping spider (Araneae: Salticidae). » Bulletin of the British arachnological Society, vol. 11, no 5, p. 204-208.